# Süle Dóra
Süle Dóra (1998. szeptember 20. –) válogatott magyar labdarúgó, csatár.

## Pályafutása

### Klubcsapatban
2008 és 2012 között a Győri Dózsa korosztályos csapatában kezdte a labdarúgást. 2012-től 2020-ig az ETO játékosa. 2013-ban mutatkozott be az első csapatban. 2020 júniusában a német élvonalban szereplő SC Sand szerződtette.
Összesen félévet töltött a Bundesliga csapatnál és 2021. január 13-án visszatért nevelő egyesületéhez.

### A válogatottban
2016-tól 20 alkalommal szerepelt a magyar válogatottban és 4 gólt szerzett.

## Családja
Édesapja, Süle János korábban az ETO színeiben bajnoki ezüst- és bronzérmet szerzett.

## Statisztika

### Mérkőzései a válogatottban
| Magyarország | Magyarország         | Magyarország                       | Magyarország   | Magyarország | Magyarország     | Magyarország            | Magyarország | Magyarország   |
| #            | Dátum                | Helyszín                           | Hazai          | Eredmény     | Vendég           | Kiírás                  | Gólok        | Esemény        |
| ------------ | -------------------- | ---------------------------------- | -------------- | ------------ | ---------------- | ----------------------- | ------------ | -------------- |
| 1.           | 2016. július 28.     | Balatonfüred                       | Magyarország   | 1 – 4        | Fehéroroszország | Balaton-kupa            | -            | 66'            |
| 2.           | 2016. július 30.     | Balatonfüred                       | Magyarország   | 0 – 0        | Szerbia          | Balaton-kupa            | -            | 75'            |
| 3.           | 2018. július 27.     | Balatonfüred                       | Magyarország   | 1 – 4        | Románia          | Balaton-kupa            | -            | 85'            |
| 4.           | 2018. július 29.     | Balatonfüred                       | Magyarország   | 1 – 1        | Fehéroroszország | Balaton-kupa            | 1            | 3' a szünetben |
| 5.           | 2018. október 5.     | Ta’ Qali                           | Málta          | 0 – 1        | Magyarország     | barátságos              | -            | 60'            |
| 6.           | 2020. március 10.    | Alanya (TUR)                       | Románia        | 1 – 7        | Magyarország     | Török-kupa              | 1            | 76' 81'        |
| 7.           | 2020. szeptember 17. | Göteborg                           | Svédország     | 8 – 0        | Magyarország     | Eb-selejtező            | -            | 43'            |
| 8.           | 2020. szeptember 22. | Liepāja                            | Lettország     | 0 – 5        | Magyarország     | Eb-selejtező            | -            | 73'            |
| 9.           | 2023. április 7.     | Gyirmót, Alcufer stadion           | Magyarország   | 3 – 1        | Izrael           | barátságos              | 1            | 82'            |
| 10.          | 2023. április 11.    | Gyirmót, Alcufer stadion           | Magyarország   | 2 – 0        | Izrael           | barátságos              | -            | 90+2'          |
| 11.          | 2023. július 12.     | Budapest, Bozsik Aréna             | Magyarország   | 1 – 0        | Görögország      | barátságos              | -            | 62'            |
| 12.          | 2023. szeptember 26. | Budapest, Hidegkuti Nándor Stadion | Magyarország   | 0 – 4        | Írország         | Nemzetek Ligája 2023–24 | -            | 46'            |
| 13.          | 2023. október 27.    | Győr, Alcufer stadion              | Magyarország   | 3 – 2        | Észak-Írország   | Nemzetek Ligája 2023–24 | 1            | 77' 83'        |
| 14.          | 2023. október 31.    | Belfast, Seaview                   | Észak-Írország | 1 – 1        | Magyarország     | Nemzetek Ligája 2023–24 | -            | 71'            |
| 15.          | 2023. december 1.    | Dublin, Tallaght stadion           | Írország       | 1 – 0        | Magyarország     | Nemzetek Ligája 2023–24 | -            | 81'            |
| 16.          | 2023. december 5.    | Budapest, Hidegkuti Nándor Stadion | Magyarország   | 6 – 0        | Albánia          | Nemzetek Ligája 2023–24 | -            | 79'            |
| 17.          | 2024. február 23.    | Felcsút, Pancho Aréna              | Magyarország   | 1 – 5        | Belgium          | Nemzetek Ligája 2023–24 | -            |                |
| 18.          | 2024. február 27.    | Leuven, Den Dreef                  | Belgium        | 5 – 1        | Magyarország     | Nemzetek Ligája 2023–24 | -            |                |
| 19.          | 2024. április 5.     | Szeged, Szent Gellért Fórum        | Magyarország   | 1 – 1        | Azerbajdzsán     | Eb-selejtező            | -            | 88'            |
| 20.          | 2024. április 9.     | Isztambul, Pendik Stadion          | Törökország    | 2 – 1        | Magyarország     | Eb-selejtező            | -            | 89'            |
|              | Összesen             |                                    |                | 20           | mérkőzés         |                         | 4            | gól            |